# ناتالیا سافرونوا
ناتالیا سافرونوا (انگلیسی: Natalya Safronova؛ زادهٔ ۶ فوریهٔ ۱۹۷۹) بازیکن والیبال اهل اتحاد جماهیر شوروی سوسیالیستی است.
از باشگاه‌هایی که در آن بازی کرده‌است می‌توان به باشگاه والیبال زنان دینامو مسکو اشاره کرد.